# Трент Александер-Арнольд
Трент Джон Алекса́ндер-А́рнольд (англ. Trent John Alexander-Arnold; нар. 7 жовтня 1998, Ліверпуль, Англія) — англійський футболіст, правий захисник національної збірної Англії та клубу Реал Мадрид.

## Клубна кар'єра
Вихованець футбольної школи клубу «Ліверпуль». Дорослу футбольну кар'єру розпочав 2016 року в основній команді того ж клубу. Дебютував 25 жовтня в матчі Кубка ліги проти «Тоттенгем Готспур», де перемогу з рахунком 2–1 святкували «червоні». У чемпіонаті Александер-Арнольд дебютував 14 грудня в матчі проти «Мідлсбро».
15 серпня 2017 року в дебютному матчі єврокубків Трент відзначився забитим м'ячем у грі кваліфікації Ліги чемпіонів проти німецького клубу «Гоффенгайм 1899», «Ліверпуль» здобув виїзну перемогу з рахунком 2–1. Загалом був основним правим захисником мерсісайдців по ходу тогорічної єврокубкової кампанії, взявшу участь у 12 матчах Ліги чемпіонів, включаючи програний його командою мадридському «Реалу» київський фінал турніру. У фінальному матчі грав персонально проти головної ударної сили суперника, Кріштіану Роналду, і не дозволив тому відзначитися у матчі.
У Прем'єр-лізі сезону 2017/18 також отримав вже більше ігрового часу, виходив на поле у 19 матчах першості.
У 2019 році став переможцем Ліги чемпіонів УЄФА разом з «Ліверпулем».

## Виступи за збірні
2013 року дебютував у складі юнацької збірної Англії, взяв участь у 29 іграх на юнацьких рівнях, відзначившись 6 забитими голами.
Навесні 2017 року 18-річний на той момент захисник дебютував в іграх за англійську «молодіжку».
А 16 травня 2018 року у віці 19 років був включений до заявки головної збірної Англії на чемпіонат світу 2018, не маючи в активі на той момент жодної гри у її складі. Дебютував за національну збірну в офіційних матчах, вже під час підготовки до мундіалю, провівши 7 червня 2018 року на полі перші 64 хвилини контрольної гри зі збірною Коста-Рики.
1 червня 2021 року був включений до заявки англійців на фінальну частину Євро-2020, але вже 3 червня травмувався і був виключений із заявки.
| Дата       | Місто       | Господарі | Результат               | Гості      | Турнір                                         | Голи | Примітки |
| ---------- | ----------- | --------- | ----------------------- | ---------- | ---------------------------------------------- | ---- | -------- |
| 7-6-2018   | Лідс        | Англія    | 2 – 0                   | Коста-Рика | товариський матч                               | -    | 64'      |
| 28-6-2018  | Калінінград | Англія    | 0 – 1                   | Бельгія    | ЧС 2018 - 1-й етап                             | -    | 79'      |
| 11-9-2018  | Лестер      | Англія    | 1 – 0                   | Швейцарія  | товариський матч                               | -    | 78'      |
| 15-10-2018 | Севілья     | Іспанія   | 2 – 3                   | Англія     | Ліга націй УЄФА 2018-2019 - 1-й етап           | -    | 85'      |
| 15-11-2018 | Лондон      | Англія    | 3 – 0                   | США        | товариський матч                               | 1    |          |
| 9-6-2019   | Гімарайнш   | Швейцарія | 0 – 0 д.ч. (5 – 6 п.п.) | Англія     | Ліга націй УЄФА 2018-2019 - матч за 3-тє місце | -    |          |
| 10-9-2019  | Саутгемптон | Англія    | 5 – 3                   | Косово     | Відбір до ЧЄ 2020                              | -    |          |
| 14-11-2019 | Лондон      | Англія    | 7 – 0                   | Чорногорія | Відбір до ЧЄ 2020                              | -    |          |
| 17-11-2019 | Приштина    | Косово    | 0 – 4                   | Англія     | Відбір до ЧЄ 2020                              | -    | 84'      |
| 5-9-2020   | Рейк'явік   | Ісландія  | 0 – 1                   | Англія     | Ліга націй УЄФА 2020-2021 - 1-й етап           | -    | 73'      |
| 8-9-2020   | Копенгаген  | Данія     | 0 – 0                   | Англія     | Ліга націй УЄФА 2020-2021 - 1-й етап           | -    | 86'      |
| 11-10-2020 | Лондон      | Англія    | 2 – 1                   | Бельгія    | Ліга націй УЄФА 2020-2021 - 1-й етап           | -    | 79'      |
| 2-6-2021   | Мідлсбро    | Англія    | 1 – 0                   | Австрія    | товариський матч                               | -    | 88'      |
| Усього     |             | Матчів    | 13                      |            | Голів                                          | 1    |          |

## Цікавий факт
- 8 жовтня 2018 року в Манчестері зіграв партію в шахи з чемпіоном світу Магнусом Карлсеном, до зустрічі його готували англійські шахові вундеркінди Шейрас Роял і К'ян Буї[9].

## Досягнення
- «Ліверпуль»

Переможець Ліги чемпіонів (1): 2018–19
Володар Суперкубка УЄФА (1): 2019
Чемпіон світу серед клубів (1): 2019
Чемпіон Англії (2): 2019–20, 2024–25
Володар Кубка Футбольної ліги (2): 2021–22, 2023–24
Володар Кубка Англії (1): 2021-22
Володар Суперкубка Англії (1): 2022